# Félix Rodríguez de la Fuente
Félix Rodríguez de la Fuente (Poza de la Sal, 14 de março de 1928 – Shaktoolik, Alasca, 14 de março de 1980) foi um naturalista espanhol, conhecido principalmente pela série de TV de grande sucesso e influência, El Hombre y la Tierra (1974–1980).

## Carreira
Formado em medicina e autodidata em biologia, ele era uma figura carismática multifacetada cuja influência perdurou apesar do passar dos anos.
Em 1960, tornou-se um dos falcoeiros pessoais do rei Saud da Arábia Saudita depois de impressionar o governo saudita com dois espécimes atraentes em nome de Francisco Franco, o que lhe permitiu tornar-se popular e produzir seu primeiro programa documental, Señores del espacio (1965). Seus conhecimentos abrangiam áreas como falcoaria e etologia, com ênfase no estudo dos lobos. Rodríguez de la Fuente também atuou como guia de expedição e fotógrafo em safáris na África, palestrante e escritor, e contribuiu muito para a conscientização ambiental na Espanha em uma época em que o conservacionismo era inédito no país. Foi por isso creditado como "o pai do ambientalismo" na Espanha. Seu impacto não foi apenas nacional, mas também internacional e estima-se  que seus programas de televisão, transmitidos em vários países, tenham sido vistos por milhões.
Morreu no Alasca no dia em que completou 52 anos, enquanto filmava um documentário sobre a Iditarod Trail Sled Dog Race, quando a aeronave Cessna 185 que o transportava junto com dois cinegrafistas espanhóis e o piloto americano caiu, matando todos a bordo. Após sua morte, o dueto de cantores espanhóis Enrique y Ana gravou o single "Amigo Felix" (Nosso Amigo Felix) para homenagear Rodriguez; a música é sobre todos os membros do Reino Animal lamentando sua morte, como uma representação de seu amor pelos animais e por toda a Natureza.

## Publicações
- Félix Rodríguez de la Fuente: Enciclopedia de la fauna de Félix Rodríguez de la Fuente (ed. Salvat) (1970-1973), Barcelona, ISBN 9788471373915 (12 volumes em papel com desenhos, mapas e fotografias).[8]

## Filmografia
Documentários
- Señores del espacio (1966)
- Alas y garras (1966)

Séries documentais
- Félix, el amigo de los animales (seção do programa Televisión Escolar; 1966).
- Fauna (também chamada, em 1970, de Animalia y Vida Salvaje; 1968-1970).
- El planeta azul (1970-74).
- La aventura de la vida (programa de rádio; 1973-1980).
- Planeta agua (colaborações).
- Objetivo: salvar la naturaleza (colaborações).
- El hombre y la Tierra (1974-1980).